# Без грудей немає раю (серіал, 2008, Іспанія)
Без грудей немає раю (ісп. Sin tetas no hay paraíso) — іспанський телесеріал у жанрі драми, мелодрами, трилера та створений компанією Grundy Televisión. В головних ролях — Амайя Саламанка, Марія Кастро, Мігель Анхель Сільвестре.
Перша серія вийшла в ефір 9 січня 2008 року.
Серіал має 3 сезони. Завершився 43-м епізодом, який вийшов у ефір 20 грудня 2009 року.
Режисер серіалу — Густаво Котта, Матео Мелендрес.
Сценарист серіалу — Хосе Луїс Акоста, Ракель М. Барріо, Густаво Болівар, Хосе Антоніо Лопес Фуентес, Агустін Мартінес, Мігель Саес Карраль.

## Сюжет
Каталіна — 17-річна дівчина, хороша учениця і хороша донька, яка живе зі своєю матір’ю Фіною та братом Хесусом. Її батько покинув матір, коли вона була маленькою, і відтоді Хесус став батьком для Каталіни, він припиняє навчання та йде на роботу, щоб мати можливість дати своїй сестрі майбутнє та допомогти матері. Незважаючи на те, що вона така мила і усміхнена, вона не знайшла повного щастя, тому що у неї є комплекс — маленькі груди.

## Актори та ролі
| Актор                    | Роль                      |
| ------------------------ | ------------------------- |
| Амайя Саламанка          | Каталіна Маркос Руїс      |
| Маноло Кардона           | Мартін «Скеля»            |
| Марія Кастро             | Джессіка дель Ріо         |
| Таїс Блюме               | Крістіна Каллеха          |
| Ксенія Тостадо           | Ванесса Суарес            |
| Алехандро Гарсія         | Хосе Морено               |
| Хуан Альфонсо Баптіста   | Гільєрмо Мехія            |
| Юрірія Дель Валле        | Даніела Мехія             |
| Фернандо Андіна          | Пабло Сантана             |
| Міріам Джованеллі        | Сандра Барріо             |
| Антоніо Веласкес         | Іван Сієрра               |
| Ана Альварес             | Марта Руеда               |
| Ікер Ластра              | Хорхе Бергара             |
| Фернандо Сото            | Кесада                    |
| Ракель Інфанте           | Клаудія                   |
| Франсіско Нортес         | Еду                       |
| Сімон Андреу             | Сальвадор Мартінес        |
| Пако Ідальго             | «Панчо»                   |
| Пако Мансанедо           | «Пенумбрас»               |
| Хосе Конде               | Хуан Санчес               |
| Ароа Хімено              | Лаура Моро                |
| Джоан Массотклейнер      | Джеймі Рока               |
| Роберто Альварес         | «Пакіто»                  |
| Фернандо Андіна          | лікар Пабло Сантана       |
| Патрісія Мальдонадо      | мати Мартіна «Рока»       |
| Мігель Анхель Сільвестре | Рафаель Дуке              |
| Кука Ескрібано           | Фіна Руїс (мати Каталіни) |
| Фернандо Гільєн Куерво   | Томас Кастільо            |
| Армандо дель Ріо         | Дієго Торрес              |
| Наталія Барсело          | Інма Куеста               |
| Феліпе Велес             | Веласко                   |
| Феліпе Велес             | Альберто                  |
| Айріс Лезкано            | Паула                     |
| Маноло Каро              | Рамона Амайя «Гітано»     |

## Сезони
| Сезон | Епізоди | Епізоди | Оригінальний показ | Оригінальний показ | Оригінальний показ |
| Сезон | Епізоди | Епізоди | Перший показ       | Останній показ     | Мережа             |
| ----- | ------- | ------- | ------------------ | ------------------ | ------------------ |
| 1     | 12      | 12      | 9 січня 2008       | 2 квітня 2008      | Telecinco          |
| 2     | 16      | 16      | 11 вересня 2008    | 8 січня 2009       | Telecinco          |
| 3     | 15      | 15      | 13 вересня 2009    | 20 грудня 2009     | Telecinco          |

## Аудиторія
| Сезон | Серії | Перший ефір     | Перший ефір | Останній ефір  | Останній ефір | Середня кількість глядачів (%) |
| Сезон | Серії | Дата            | Глядачі (%) | Дата           | Глядачі (%)   | Середня кількість глядачів (%) |
| ----- | ----- | --------------- | ----------- | -------------- | ------------- | ------------------------------ |
| 1     | 12    | 9 січня 2008    | 21,7        | 2 квітня 2008  | 28,0          | 23,4                           |
| 2     | 16    | 11 вересня 2008 | 21,2        | 8 січня 2009   | 20,0          | 24,4                           |
| 3     | 15    | 13 вересня 2009 | 20,9        | 20 грудня 2009 | 20,9          | 16,8                           |

## Різниця між оригінальним серіалом "Без грудей немає раю" та іспанською версією
- Мотиваціями головного героя іспанської версії є любов, а в колумбійській — гроші та амбіції.
- Соціальним середовищем, в якому розгортається іспанська адаптація, є середній клас, тоді як оригінальна версія була маргінальним середовищем.
- Іспанська адаптація має поліцейський сюжет з інспектором Торресом, якого не існувало в оригінальній версії.
- Колумбійська версія показує більш реалістичну та драматичну сторону, тоді як іспанська версія обертається більш фантастична.
- У колумбійській версії є продовження, засноване на сестрі Каталіни, 18 років потому.
- Колумбійська версія є ближчою до книги Густаво Болівара.
- У колумбійській версії друзі Каталіни холодні й хитрі, а в іспанській — відверті й наївні.
- Мати Каталіни керується амбіціями в колумбійській версії, тоді як в іспанській версії вона виглядає як самовіддана і майже архетип ідеальної матері.

## Нагороди та номінації
| Рік  | Нагорода                                                               | Категорія                                                 | Номінант                 | Результат |
| ---- | ---------------------------------------------------------------------- | --------------------------------------------------------- | ------------------------ | --------- |
| 2008 | Премія Петало 2008 року                                                | Найкраща чоловіча роль                                    | Мігель Анхель Сільвестре | Перемога  |
| 2008 | Camaleón de Oro 2008 en el Festival de cine y televisión de Islantilla | Відкриття року                                            | Мігель Анхель Сільвестре | Перемога  |
| 2008 | Premios Glamour 2008                                                   | Найкраща жіноча роль                                      | Амайя Саламанка          | Перемога  |
| 2008 | Премія ETB, Durango TV та Grupo Correos Awards 2008                    | Персонаж року за професійну кар’єру                       | Амайя Саламанка          | Перемога  |
| 2008 | Premio Ondas 2008                                                      | Найкраща чоловіча роль у національній художній літературі | Мігель Анхель Сільвестре | Перемога  |
| 2008 | Premio Cosmopolitan 2008                                               | Найкраща телевізійна акторка                              | Амайя Саламанка          | Перемога  |
| 2008 | Premio Fotogramas de Plata 2008                                        | Найкращий телевізійний актор                              | Мігель Анхель Сільвестре | Перемога  |
| 2008 | TP de Oro 2008                                                         | Найкращий іспанський серіал                               | Без грудей немає раю     | Перемога  |
| 2008 | Premios Fotogramas de plata                                            | Акторка, яку найчастіше шукають в Інтернеті               | Амайя Саламанка          | Перемога  |
| 2008 | Premios Perséfone del Club de Medios                                   | Мистецтво та комунікація                                  | Амайя Саламанка          | Перемога  |
| 2009 | Premio Ondas 2009                                                      | Найкраща жіноча роль у національній художній літературі   | Марія Кастро             | Перемога  |

## Інші версії
Колумбія — Без грудей немає раю (ісп. Sin tetas no hay paraíso), 2006 — колумбійська теленовела. В головних ролях — Марія Аделаїда Пуерта, Патрісія Ерколе, Сандра Бельтран.
 Колумбія,  Мексика,  США —  Без грудей немає раю (серіал, 2008) (ісп. Sin senos no hay paraíso), 2008 — теленовела спільного виробництва. В головних ролях — Кармен Вільялобос, Катрін Сіачоке, Марія Фернанда Єпес, Фабіан Ріос.
 Колумбія — Без грудей немає раю (фільм) (ісп. Sin tetas no hay paraíso), 2010 — колумбійський фільм. В головних ролях — Ізабел Крістіна Кадавід, Лінда Люсія Кальєхас, Хуан Себастьян Калеро.
 Колумбія,  США —  Без грудей є рай (ісп. Sin senos sí hay paraíso), 2016 — теленовела спільного виробництва. В головних ролях — Катрін Сіачоке, Фабіан Ріос, Кароліна Гайтан, Хуан Пабло Уррего, Йоганна Фадул, Махіда Ісса..
 США —   Кінець раю (ісп. El final del paraíso), 2019 — американська теленовела. В головних ролях — Кармен Вільялобос, Катрін Сіачоке, Фабіан Ріос, Кімберлі Реєс, Грегоріо Пернія, 